# Abdallah Moundji
Abdallah Moundji est un homme politique algérien. Il est l'actuel secrétaire général de la présidence algérienne depuis le 9 septembre 2022.

## Biographie
Il est secrétaire général du ministère de l’Intérieur, des collectivités locales et de l’aménagement du territoire de 2020 jusqu'à mars 2022, mois où il est nommé ministre des Transports du Gouvernement Benabderrahmane,,,.
En septembre 2022, lors du remaniement ministeriel du 8 septembre, il devient secrétaire général de la présidence.